# Jürgen Herbst (Pädagoge)
Jürgen Herbst (* 22. Februar 1928 in Wolfenbüttel; † 12. Januar 2013 in Sunshine Gardens, Durango (Florida)) war ein deutsch-amerikanischer Erziehungswissenschaftler.
Jürgen war der einzige Sohn von Hermann Herbst, Bibliotheksrat und stellvertretender Direktor der Herzog August Bibliothek in Wolfenbüttel, führender Einbandforscher seiner Zeit. Er besuchte die Große Schule und wurde Mitglied im Jungvolk der Hitlerjugend. Herbst führte ca. 120–150 Jugendliche bei ca. 600 Wolfenbütteler Jungen im Jungvolk. Er meldete sich bei der Division Großdeutschland als Offiziersanwärter und war als Soldat seit März 1945 an den letzten Kämpfen gegen die Briten im Raum Ganderkesee, Achim beteiligt, bis zum Schluss im Glauben an den Sieg der Wehrmacht. Sein Vater fiel 1944 in Jugoslawien, seine Mutter starb 1948 an den Folgen der Mangelernährung in der Schweiz bei Verwandten.
Herbst erhielt 1948 über das Quäker-Hilfswerk American Friends Service Committee die Gelegenheit, an einem mehrwöchigen Studentenseminar in den Vereinigten Staaten teilzunehmen. An der University of Nebraska in Lincoln erwarb er einen Bachelor in Geografie. Nach einigen Jahren in Hannover legte er den Master in American Studies an der University of Minnesota ab und das Doktorat in Geschichte an der Harvard University. Schließlich lehrte er an der University of Wisconsin bis 1994 als Professor für Pädagogik und Geschichte der Pädagogik. Er war Präsident der History of Education Society und Chaiman der International Standing Conference for the History of Education.
Mit knapp 70 Jahren veröffentlichte Herbst seine Erinnerungen unter dem Titel A Requiem for a German Past. A boyhood among the Nazis 1999 in den USA. Er wollte seinen Kindern zeigen, „wie ich als Kind und Junge die Zeit des Grauens durchlebt habe“.

## Schriften
- The once and future School. Three Hundred and Fifty Years of American Secondary Education, 1996, ISBN 978-0-415-91194-8.
- A Requiem for a German Past: A Boyhood among the Nazis, 1999, ISBN 978-0-299-16410-2.
- School Choice and School Governance: A Historical Study of the United States and Germany, 2006, ISBN 978-1-349-53428-9.

| Personendaten    | Personendaten                       |
| ---------------- | ----------------------------------- |
| NAME             | Herbst, Jürgen                      |
| ALTERNATIVNAMEN  | Herbst, Jurgen                      |
| KURZBESCHREIBUNG | deutsch-amerikanischer Pädagoge     |
| GEBURTSDATUM     | 22. Februar 1928                    |
| GEBURTSORT       | Wolfenbüttel                        |
| STERBEDATUM      | 12. Januar 2013                     |
| STERBEORT        | Sunshine Gardens, Durango (Florida) |